# Brecha de Belfort
La brecha de Belfort (del francés: Trouée de Belfort); en alemán: Burgundische Pforte es un umbral geográfico de la parte centrooriental de Francia, un paso natural por una meseta de baja altitud (345 m) situada entre el borde septentrional del macizo del Jura y la parte meridional del macizo de los Vosgos, por donde pasa la divisoria de aguas más baja entre las cuencas hidrográficas del Rin, al este, y del Ródano, al oeste (Doubs vía Saône), una divisoria que separa la vertiente atlántica de la mediterránea. La brecha de Belfort permite la unión entre el sur de Alsacia y el norte del Franco Condado y es un amplio pasillo utilizado por redes de comunicación muy variadas: carreteras, ferrocarriles, TGV y canal fluvial.

## Geografía
La brecha de Belfort, administrativamente, está en la frontera de las regiones del Franco Condado y de Alsacia, y se corresponde aproximadamente con el departamento del Territorio de Belfort, aunque geográficamente sobrepasa en el extremo suroeste del departamento de Alto Rin, en la parte noreste del departamento de Doubs y en el extremo oriental del departamento de Alto Saona.
La  brecha de Belfort, como espacio natural, está situada:
- entre las macizos montañosos del Jura y los Vosgos, que dejan un paso de veintiún kilómetros de anchura a los pies del Ballon d'Alsace;
- entre las cuencas hidrográficas del Rin y del Ródano, el punto más alto, en la cámara divisoria del canal del Ródano al Rin, situado a 345 metros de altitud, en la comuna de Valdieu-Lutran (Haut-Rhin), estando los fondos de los valles de las cuencas del Saona y el Rin a unos 210 m de altitud;
- entre la llanura de Alsacia y la parte más septentrional de la cuenca del Doubs, y después las llanuras altosaonesas del Ognon. Si la divisoria entre la cuenca hidrográfica del Doubs y la del Rin está a 345 m de altitud, es necesario pasar a más de 370 m entre la cuenca del Doubs y la del Ognon, cuencas separadas por un rosario de colinas que superan los 500 m;

- en el emplazamiento de la cuenca minera estefaniense subvosgiana.

Su altitud es de 345 m en el punto más bajo de la divisoria de aguas entre la cuenca del Rin y del Ródano, en el municipio de Valdieu-Lutran (Alto Rin). El punto más alto de la brecha de Belfort es el monte Salbert, a 651 m de altitud, y el más bajo podría considerarse en el valle del Doubs en Montbéliard, a una altitud de 315 m.

## Nudo de comunicaciones
La brecha de Belfort permite la unión entre el sur de Alsacia y el norte del Franco Condado. Este amplio pasillo es utilizado por redes de comunicación muy variadas:
- red de carreteras: RN 83 (altitud máxima de 403 m) y autopista A36 (altitud máxima de 400 m);
- líneas ferroviarias: 
  - línea clásica Basilea-París que une las llanuras del río Ognon con Alto Rin (y de allí a  Épinal, Nancy), después de la Saône en su parte alta en dirección de Vesoul;
  - línea clásica Estrasburgo-Lyon que recorre el valle del Doubs en dirección a Besançon;
  - ramal Este de la nueva LGV Rhin-Rhône, que une el valle del Ognon con Villersexel, en dirección de Dole;
  - línea regional Internacional Belfort-Délémont, que remonta el valle del Allane hacia Delle y Porrentruy en Suiza, en que la reapertura de la parte francesa está prevista en 2015, proporcionando entonces un acceso ferroviario tanto a Francia y a Suiza a la estación de Belfort - Montbéliard TGV;
- canal del Ródano al Rin.

## Historia
Dos vías históricas importantes atravesaban la zona desde la época romana, lo que permitió a Julio César encaminar rápidamente las tropas que lucharían contra Ariovisto y obligar a sus tribus germanas (principalmente suevos) en la provincia de Germania Superior a retirarse al otro lado del Rin.
Tras la división del Imperio Carolingio en el siglo IX, la zona marcó de nuevo la frontera entre la  Francia Oriental, es decir, el ducado raíz germano de Suabia, en el este y el Reino de Arlés (Alta Burgundia) en el oeste. Mientras que la región suabia de Alsacia era parte constitutiva del Sacro Imperio Romano Germánico en el año 962, el adyacente condado de Burgundia, en el oeste, no fue incorporado hasta 1033. Hacia 1042 el condado de Montbéliard (Mömpelgard) se creó en territorio burgundio justo en la frontera con la región alsaciana de Sundgau. Montbéliard cayó en poder de la suabia Casa de Wurtemberg en 1407, mientras que la región alrededor de Ferrette (Pfirt)  y la ciudad de habla francesa de Belfort (Beffert) habían sido adquiridas por el duque habsburgo Alberto II de Austria por matrimonio en 1324.
Después de las invasiones bárbaras y de la decadencia del imperio romano en el siglo V, la tribu germánica de los alamanes se asentó al este de la meseta, mientras que los burgundios fundaron un primer reino burgundio al oeste de la misma. Ambos habían sido incorporados al Reino de Francia a principios del siglo VI, mientras que el altiplano siguió siendo la frontera lingüística entre las lenguas germanas y las lenguas romances.
La zona volvió a ser un límite cuando los Habsburgo tuvieron que ceder el Sundgau al reino de Francia de acuerdo con la Paz de Westfalia de 1648. Durante los siguientes siglos de enemistad franco-alemana, la estratégicamente importante villa de Belfort, bien situada en el centro, en la entrada occidental del corredor, ha desempeñado el papel de tapón contra las invasiones durante siglos, procedentes del oeste (durante el período austriaco) o del este (cuando el área fue francesa después de la guerra de los Treinta Años).
Después de la guerra franco-prusiana y del cerco de Belfort, se utilizó en 1871 la frontera lingüística (que sigue aproximadamente la línea divisoria de aguas) para fijar la nueva línea de demarcación entre el recién creado Imperio Alemán y la Tercera República Francesa que retuvo Belfort. Y para defenderla, se construyeron hasta la Primera Guerra Mundial una serie de fortificaciones (ver en la Wikipedia en francés) que constituyen un cinturón fortificado que se extendía desde los Vosgos al Jura.
La última ofensiva por la brecha de Belfort fue la del Primer Cuerpo francés (comandado por el general Béthouart) en noviembre de 1944, durante la batalla de Alsacia.